# 境川 (諫早市)
境川（さかいがわ）は、長崎県諫早市を流れる一級河川本明川水系の河川である。源流部は多良岳県立公園の区域に指定されている。

## 概要
多良岳に端を発し名水百選に選定されている轟渓流（とどろきけいりゅう）を形成し、「落合川」と合流した後、多くの堰により止水され、近隣の灌漑用水の水源となり諫早湾干拓調整池に流入する。

## 轟渓谷・轟渓流
轟渓谷は轟滝を始め潜龍の滝、二見の滝、楊柳の滝等 大小30の滝があり、上流の「轟の森林」の水源涵養林に蓄えられた清水が集まり、6,150m3/日の流量の轟渓流となる。名水百選に選ばれたその水質は軟水で、水温は1年を通して14℃を保っている観光名所となっている。渓流を利用した自然プールがあり、その近くに飲食店の「轟涼庵」がある。
- 轟渓谷の案内
- 名水百選「轟渓流」採水場

## 轟の森林
境川の上流「轟渓流」一帯に位置する森林で、轟の森林として水源の森百選に選定されている。
| 山岳   | 面積(ha) | 標高(m) | 人工林(%) | 天然林(%) | 主な樹種                     | 制限林                       | 種類   | 流量(m3/日) |
| ------ | -------- | ------- | --------- | --------- | ---------------------------- | ---------------------------- | ------ | ----------- |
| 畑倉山 | 936      | 700     | 50        | 50        | スギ・ヒノキ・スダジイ・カシ | 水源かん養保安林、保健保安林 | 湧水源 | 6,150       |

- 所在地：所在地：長崎県北諫早市三部壱（データは選定年1995年（平成7年）7月）

上流には国の天然記念物に指定されている「多良岳ツクシシャクナゲ群叢」がある。
また、森には同じく天然記念物であるニホンヤマネが生息している。
- 轟峡 轟の滝
- 轟峡 楊柳の滝

## アクセス
鉄道
長崎本線湯江駅 タクシーで15分
車
長崎県道136号多良岳公園線 並走

## 事故
2020年7月25日、県道から下る遊歩道で崩落事故が発生し、母子3人が巻き込まれ、2人が死亡、1人が重傷を負った。事故後から遊歩道及び長崎県道136号多良岳公園線は通行止めとなった。2020年9月9日正午に長崎県道136号多良岳公園線の規制は解除されたが轟峡一帯の閉鎖は続いていた。
諫早市は2022年8月26日に渓流を利用した自然プールと第2駐車場、第3駐車場について立ち入り禁止を解除した。

## 周辺の行楽地
- 山茶花高原ピクニックパーク
- 白木峰高原